# Codice ATC A10
Il codice ATC A10 "Farmaci Ipoglicemizzanti" è un sottogruppo del sistema di classificazione Anatomico Terapeutico e Chimico, un sistema di codici alfanumerici sviluppato dall'OMS per la classificazione dei farmaci e altri prodotti medici. Il sottogruppo A10 fa parte del gruppo anatomico A, farmaci per l'apparato digerente e del metabolismo.
Codici per uso veterinario (codici ATCvet) possono essere creati ponendo la lettera Q di fronte al codice ATC umano: QA10...
Numeri nazionali della classificazione ATC possono includere codici aggiuntivi non presenti in questa lista, che segue la versione OMS.

## A10A Insuline e analoghi

### A10AB Insuline e analoghi dell'insulina per iniezione, ad azione rapida
A10AB01 Insulina (umana)
A10AB02 Insulina (bovina)
A10AB03 Insulina (suina)
A10AB04 Insulina lispro
A10AB05 Insulina aspart
A10AB06 Insulina glulisina
A10AB30 Associazioni

### A10AC Insuline e analoghi per iniezione, ad azione intermedia
A10AC01 Insulina (umana)
A10AC02 Insulina (bovina)
A10AC03 Insulina (suina)
A10AC04 Insulina lispro
A10AC30 Associazioni

### A10AD Insuline e analoghi per iniezione, ad azione intermedia o a lunga azione associata con l'azione rapida
A10AD01 Insulina (umana)
A10AD02 Insulina (bovina)
A10AD03 Insulina (suina)
A10AD04 Insulina lispro
A10AD05 Insulina aspart
A10AD06 Insulina degludec e insulina aspart
A10AD30 Associazioni

### A10AE Insuline e analoghi per iniezione, a lunga durata
A10AE01 Insulina (umana)
A10AE02 Insulina (bovina)
A10AE03 Insulina (suina)
A10AE04 Insulina glargine
A10AE05 Insulina detemir
A10AE06 Insulina degludec
A10AE30 Associazioni

### A10AF Insuline e analoghi per inalazione
A10AF01 Insulina (umana)

## A10B Farmaci che riducono la glicemia, escluse le insuline

### A10BA Biguanidi
A10BA01 Fenformina
A10BA02 Metformina
A10BA03 Buformina

### A10BB Sulfonilurea
A10BB01 Glibenclamide
A10BB02 Clorpropamide
A10BB03 Tolbutamide
A10BB04 Glibornuride
A10BB05 Tolazamide
A10BB06 Carbutamide
A10BB07 Glipizide
A10BB08 Gliquidone
A10BB09 Gliclazide
A10BB10 Metaesamide
A10BB11 Glisossepide
A10BB12 Glimepiride
A10BB31 Acetoesamide

### A10BC Sulfonamidi (eterociclici)
A10BC01 Glimidina

### A10BD Combinazioni di farmaci per via orale per abbassare il glucosio nel sangue
A10BD01 Fenformina e Sulfamidici
A10BD02 Metformina e sulfamidici
A10BD03 Metformina e rosiglitazone
A10BD04 Glimepiride e rosiglitazone
A10BD05 Metformina e pioglitazone
A10BD06 Glimepiride e pioglitazone
A10BD07 Metformina e sitagliptin
A10BD08 Metformina e vildagliptin
A10BD09 Pioglitazone e alogliptin
A10BD10 Metformina e saxagliptin
A10BD11 Metformina e linagliptin
A10BD12 Pioglitazone e sitagliptin
A10BD13 Metformina e alogliptin
A10BD14 Metformina e repaglinide
A10BD15 Metformina e dapagliflozin
A10BD16 Metformina e canagliflozin
A10BD17 Metformina e acarbose
A10BD18 Metformina e gemigliptin
A10BD19 Linagliptin e empagliflozin
A10BD20 Metformina e empagliflozin
A10BD21 Saxagliptin e dapagliflozin

### A10BF Inibitori dell'alfa glucosidasi
A10BF01 Acarbose
A10BF02 Miglitol
A10BF03 Voglibose

### A10BG Tiazolidindioni
A10BG01 Troglitazone
A10BG02 Rosiglitazone
A10BG03 Pioglitazone

### A10BH Inibitori della dipeptidil-peptidasi IV
A10BH01 Sitagliptin
A10BH02 Vildagliptin
A10BH03 Saxagliptin
A10BH04 Alogliptin
A10BH05 Linagliptin
A10BH06 Gemigliptin
A10BH51 Sitagliptin e simvastatina

### A10BJ Glucagon-like peptide-1 (GLP-1) analoghi
A10BJ01 Exenatide
A10BJ02 Liraglutide
A10BJ03 Lixisenatide
A10BJ04 Albiglutide
A10BJ05 Dulaglutide
A10BJ06 Semaglutide

### A10BK Gliflozin inibitori
A10BK01 Dapagliflozin
A10BK02 Canagliflozin
A10BK03 Empagliflozin

### A10BX Altri farmaci che riducono la glicemia, escluse le insuline
A10BX01 Gomma di guar
A10BX02 Repaglinide
A10BX03 Nateglinide
A10BX05 Pramlintide
A10BX06 Benfluorex
A10BX08 Mitiglinide

## A10X Altri farmaci usati nel diabete

### A10XA Inibitori dell'Aldeide reduttasi
A10XA01 Tolrestat